# At the Duke's Command
At the Duke's Command è un cortometraggio muto del 1911 diretto da Thomas H. Ince.

## Produzione
Il film fu prodotto dall'Independent Moving Pictures Co. of America (IMP) e venne girato a Cuba.

## Distribuzione
Il film - un cortometraggio in una bobina - uscì nelle sale il 6 febbraio 1911, distribuito dalla Motion Picture Distributors and Sales Company. Copia delle pellicola è conservata negli archivi del Museum of Modern Art.